# Chrysomya cabrerai
Chrysomya cabrerai är en tvåvingeart som beskrevs av Hiromu Kurahashi och Julián A.Salazar 1977. Chrysomya cabrerai ingår i släktet Chrysomya och familjen spyflugor.
Artens utbredningsområde är Filippinerna. Inga underarter finns listade i Catalogue of Life.